# 细小病毒亚科
细小病毒亚科（Parvovirinae）是DNA病毒细小病毒科下的一个亚科。相对于细小病毒亚科下的另一个亚科浓核病毒亚科以昆虫等无脊椎动物为宿主，细小病毒亚科下的病毒以脊椎动物作为宿主，下有10个属（其中有5个属中含有能感染人类的病毒）、84个种。

## 属
目前已确认细小病毒亚科下含有10个属：
- 阿留申细小病毒属（Amdoparvovirus）
- Artiparvovirus
- Aveparvovirus（英语：Aveparvovirus）
- 博卡细小病毒属（Bocaparvovirus）
- Copiparvovirus（英语：Copiparvovirus）
- 依赖性细小病毒属（Dependoparvovirus）
- 红细胞细小病毒（Erythroparvovirus）
- Loriparvovirus
- 原细小病毒属（Protoparvovirus）
- Tetraparvovirus（英语：Tetraparvovirus）